# 庭坂村
庭坂村（にわさかむら）は福島県信夫郡にあった村。現在の福島市町庭坂・李平にあたる。

## 地理
- 山：家形山
- 河川：松川

## 歴史
- 1889年（明治22年）4月1日 - 町村制の施行により、町庭坂村、李平村の区域をもって発足。
- 1954年（昭和29年）3月31日 - 庭塚村と合併して大庭村が発足。同日庭坂村廃止。
- 1956年（昭和31年）9月30日 - 大庭村が野田村・水保村と合併して吾妻村が発足。
- 1962年（昭和37年）11月1日 - 吾妻村が町制施行して吾妻町となる。
- 1968年（昭和43年）10月1日 - 吾妻町が福島市に編入。

## 鉄道路線
- 日本国有鉄道
  - 奥羽本線（現在の呼称は山形線）
    - 庭坂駅

### 道路
現在は旧村域を磐梯吾妻スカイラインが通過するが、当時は未開通。

## 名所・旧跡・観光スポット・祭事・催事
- 高湯温泉